# Primera batalla de Lamía
La primera batalla de Lamía fue un episodio bélico del conflicto conocido como primera guerra macedónica, que enfrentó a Filipo V de Macedonia y a la República romana, aliada con Átalo I de Pérgamo y la Liga Etolia. 
Durante la primavera del 209 a. C. el rey de Macedonia Filipo V recibió una petición de ayuda de la Liga Aquea, que estaba siendo atacada por Esparta y la Liga Etolia. Al mismo tiempo recibió la noticia del nombramiento de Átalo I de Pérgamo como uno de los líderes de la Liga Etolia y sus intenciones de cruzar el Mar Egeo para dirigirse hacia Europa.
Filipo marchó inmediatamente hacia el sur de Grecia para enfrentarse a los acontecimientos. En Lamía se enfrentó al otro líder de la Liga Etolia, el strategos Pirrias, que había recibido refuerzos formados por tropas auxiliares romanas y un pequeño contingente de Pérgamo. Filipo venció a su enemigo en Lamía y le infligió graves pérdidas. Después de esta primera batalla se produjo una segunda batalla también en Lamía entre los mismos contendientes y con el mismo resultado de victoria macedonia.